# Gilles Binchois
Gilles Binchois est le nom le plus courant sous lequel est connu le compositeur hennuyer, Gilles de Binche ou Gilles de Bins, né à Mons vers 1400 et décédé le 20 septembre 1460 à Soignies. 
Il l'était l'un des compositeurs officiels de Philippe le bon et de la cour de l'État bourguignon. C'est peut-être son portrait par Jan Van Eyck qui est aujourd'hui conservé à la National Gallery de Londres, sous l'appellation Léal Souvenir.
C'est l'un des plus célèbres compositeurs du début du XVe siècle et l'un des premiers représentants de l'école musicale de Bourgogne, point de départ de l'École franco-flamande. Bien que souvent considéré comme de moindre importance que ses contemporains Guillaume Dufay et John Dunstable, du moins par les musicologues vivant à la même époque, son influence est présumée avoir été supérieure à celle de ces deux musiciens, car ses œuvres furent citées, empruntées et utilisées comme matériel de base plus souvent que celles d'autres compositeurs du Moyen Âge.
De 1452 à sa mort en 1460, à la collégiale Saint-Vincent de Soignies, Gilles Binchois fut prévôt du chapitre canonial de cette église.

## Œuvre
Nous possédons de Gilles Binchois 200 œuvres.
Bien qu'il ait été d'abord connu comme auteur de musique religieuse — tel son Te Deum, la plus ancienne mise en polyphonie de cette hymne liturgique à nous être parvenue — on le connaît surtout pour ses œuvres profanes, qui chantent l'amour courtois. La cinquantaine de chansons connues — des rondeaux et quelques ballades — souvent mélancoliques, se sont inspirées de poèmes d'auteurs parfois très célèbres, comme Christine de Pisan, Charles d'Orléans, ou moins connus comme Alain Chartier.

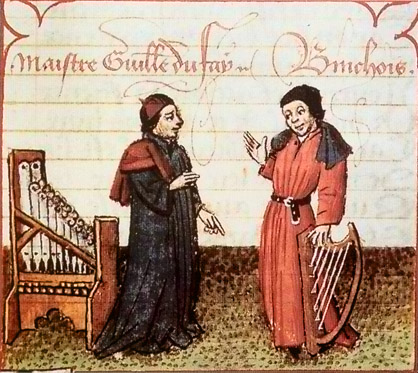
Guillaume Dufay (à gauche) et Gilles Binchois (à droite). Par le Maître du Missel de Paul Beye, Le Champion des Dames, BNF.

## Discographie
- Mon souverain désir. 17 chansons par l'Ensemble Gilles Binchois dirigé par Dominique Vellard
- Chansons, Missa Ferialis et Magnificat sur le site Musique en Wallonie
- Le banquet du vœu, médiathèque de la Cité de la musique, Paris

## Divers
Une rue porte également son nom à Binche : Rue Gilles-Binchois dans le quartier de la gare.